# Anna E. Munch
Anna Elisabeth Munch (18. juni 1876 i København – 9. november 1960 på Frederiksberg) var en dansk maler.
Anna E. Munch var datter af forfatteren, professor Andreas Munch (1811-1884) og Anna Maria Amalie Nordberg (1832-1905). Hendes søster var fotografen Helga Munch. Maleren Edvard Munch var hendes grandfætter. Hun tilbragte sine somre i Villa Marina i Nysted, og da faderen døde flyttede Anna med sin mor og sin søster permanent til Nysted, hvor moderen var vokset op.
Hun modtog Tagea Brandts Rejselegat i 1941 og Serdin Hansens Præmie 1957.
Hun ligger begravet på Vestre Kirkegård.
To af hendes malerier hænger i Henriette Hørlücks Skoles foredragssal.